# 鄂尔多斯站
鄂尔多斯站，位于中华人民共和国内蒙古自治区鄂尔多斯市伊金霍洛旗阿勒腾席热镇滨海东路，紧邻东红海子湿地公园、鄂尔多斯空港园区，是包西铁路上的重要火车站，站中心里程位于包西线130KM+500M处，呼准鄂快速铁路终点，另规划有包头-东胜-鄂尔多斯机场的城际铁路通过本站，由呼和浩特铁路局包头站管辖，2016年5月15日开办包西铁路客运业务，2017年12月31日开办呼准鄂快速铁路客运业务。本站距离康巴什区城区中心约8公里，距离伊金霍洛旗中心约11公里，距离鄂尔多斯机场10公里。

## 旅客列车目的地
鄂尔多斯站目前办理15趟旅客列车停靠业务（截至2019年4月10日调图），其中包括4对经由呼准鄂快速铁路分别前往乌兰察布和呼和浩特东的普通动车组列车和3.5对普速列车。
呼和浩特铁路局列车（包括集通公司）：包头-北京西（仅停靠下行列车）、呼和浩特-上海、呼和浩特-昆明、呼和浩特东-鄂尔多斯（两对动车）、乌兰察布-鄂尔多斯（两对动车）。
上海铁路局列车：杭州-呼和浩特东。

## 車站周邊
- 包茂高速公路
- 鄂尔多斯红海子木屋假日酒店
- 东红海子湿地公园
- 鄂尔多斯空港园区
- 鄂尔多斯综合保税区

## 动车存车线
鄂尔多斯动车存车线位于鄂尔多斯站北端，与呼鄂线下行正线K129+200处接轨。占地55亩，建设规模为2条存车线，每条存车线有效长度为275米，可以同时停放2列8编组动车。存车线还设置有综合楼、乘务员公寓、给水所、变电所、卸污车库等。
1月5日列车运行图调整后，鄂尔多斯增加了一趟8:00始发的动车，存车线和相应的配套设施能使列车在前一晚进行厕所吸污、外观清洗等工作，为更多从鄂尔多斯始发的动车，创造了良好的条件。

## 外部連結
- 中国铁路客户服务中心（页面存档备份，存于）